# Лопатин, Иннокентий Александрович
Иннокентий Александрович Лопа́тин (21 января [2 февраля] 1839, Красноярск, Российская империя — 15 ноября 1909, Красноярск, Российская империя) — российский горный инженер, промышленник, путешественник, географ и геолог, исследователь Сибири и Дальнего Востока.

## Биография
Родился в Красноярске в семье пензенского помещика, приехавшего в Сибирь заниматься добычей золота. Мать приходилась двоюродной племянницей В. Г. Белинскому. Детство провёл в родном городе.
В 1852—1860 годы учился в Санкт-Петербурге в пансионе при Горном институте.
По окончании института Лопатин поступил на службу чиновником по горному ведомству при Главном управлении Восточной Сибири. Руководил многочисленными экспедициями. Семьи не имел.
В 1870 году хронические проблемы с лёгкими дали о себе знать и 30-летний Лопатин вынужденно выходит в отставку и поселяется в Красноярске. При этом он не оставляет научной деятельности, занимается археологией, а также руководит работами на приисках.
В 1880-х годах вынужден был жить в родовом имении в Пензенской губернии, приезжая в Красноярск лишь по необходимости.
Часто выезжал лечиться за границу.
Его приезд в Красноярск в 1909 году стал последним, возвратившись с приисков в город, тяжело заболел и вскоре скончался.

## Экспедиции
- 1862 — экспедиция в устье реки Селенги для изучения последствий землетрясения 1862 года.
- 1863 — экспедиция по поиску месторождений золота на Дальнем Востоке. Золота Лопатин не нашёл и пришёл к выводу о бесперспективности его поиска в этом районе. Зато он обнаружил в Приморье большое месторождение бурого угля, за что был представлен к награде.
- 1864 — Витимская экспедиция, сделавшая Лопатина известным в научных кругах. Он первым дал сведения о геологическом строении Витимского плоскогорья. Нашёл несколько золотоносных участков и представил план по их разработке.
- 1866 — Туруханская экспедиция вместе с Ф. Б. Шмидтом по заданию Сибирского отдела Географического общества. Изучили низовья Енисея и побережье Енисейской губы, нашли месторождения меди. За Туруханскую и Витимскую экспедиции Лопатин был награждён орденом Владимира IV степени.[2]
- 1867—1868 — Сахалинская экспедиция, пройдено более 1600 вёрст. Нашёл месторождения угля, дал подробные описания многих районов острова. Снова представлен к награде.
- 1870-е годы — раскопки в окрестностях Минусинска. Лопатин получил открытый лист от Русского Археологического общества, позволивший ему вести раскопки. Останавливаясь у двоюродного брата в Минусинске, Лопатин за несколько лет собрал весьма полную коллекцию поздней бронзы. Эта коллекция впоследствии экспонировалась в Эрмитаже, а после смерти Иннокентия Александровича была передана Археологической комиссии и перешла в общественное достояние.
- 1873 — экспедиция в верховья Енисея.
- 1874 — Ангарская экспедиция, описание нижнего течения Ангары.
- 1875 — Чулымская экспедиция, целью которой была разработка научных рекомендаций по строительству Обь-Енисейского канала.
- 1876 — Абаканская экспедиция, задуманная Шмидтом для изучения окаменелостей в меловых отложениях Бейского озера.
- 1877 — Енисейская экспедиция по заданию Российской академии наук. Лопатин впервые указал на большие перспективы норильского медно-никелевого месторождения.

## Память
В память об И. А. Лопатине названы несколько объектов на Сахалине: гора Лопатина (открыта в 1909—1910 гг., название присвоено Русским географическим обществом в 1910 году), высочайшая вершина острова, мыс Лопатина в Невельском городском округе, река Лопатинка — в Невельском городском округе и одноимённая река в Углегорском районе, сёла: Лопатино в Невельском городском округе и Лопатино в Томаринском городском округе, а также Жужелица Лопатина.
21 сентября 2024 года в память о родителях И. А. Лопатина — Екатерине Петровне Лопатиной (1808—1885) и Александре Николаевиче Лопатине (1809—1886), в 1878—1886 годах живших в своём имении при селе Трескино Кузнецкого уезда Саратовской губернии (ныне — Городищенского района Пензенской области) и упокоенных в ограде храма во имя Казанской иконы Божией Матери, на фасаде храма была открыта и освящена мемориальная доска из чёрного базальта, https://пензенская-епархия.рф/2024/09/22/на-здании-казанского-храма-в-селе-трес/
11 октября 2024 года в память об И. А. Лопатине на правой стене возводимого храма во имя Животворящего креста Мыса Горновского (деревня Фёдора Конюхова, Заокский район, Тульская область) была установлена мемориальная доска из чёрного базальта, газета «Молодой ленинец» (г. Пенза), №46, вт., 12.11.2024, стр.21, «Зачем пензяк побывал в гостях у Фёдора Конюхова».
7 декабря 2024 года в селе Кочалейка Каменского района Пензенской области на фасаде местного дома культуры в память об И. А. Лопатине была открыта мемориальная доска из чёрного базальта: «С 1885-го по 1909-й годы в своём имении Кололёв близ села Кочалейка жил горный инженер, географ, геолог, путешественник, исследователь Сибири и Дальнего Востока Лопатин Иннокентий Александрович, 21.01.1839 – 15.11.1909», https://vk.com/video-226950699_456239278, газета «Каменская новь» (г. Каменка), №48, пт., 13.12.2024, стр.8, «В Кочалейке запечатлели память об учёном-географе И. А. Лопатине».